# Château de Faÿ-lès-Nemours
 (octobre 2023).
 (octobre 2023).
Le château de Faÿ-lès-Nemours est un château situé sur la commune de Faÿ-lès-Nemours, en Seine-et-Marne.
Il a appartenu au marquis et à la marquise du Plessis-Bellière, meilleure amie de Nicolas Fouquet.

## Histoire

### Depuis le Moyen Âge
Vers 1085 et en 1090, Foulques de Faÿ (Fulco de Fayaco) fait divers dons au prieuré de Néronville.
Vers 1110-1120, une dame Ermengarde donne à Neronville une terre sise à Faÿ.
En août 1255, Laurent de Moorcoort (de Moncourt) souscrit une charte avec le consentement de sa femme et avec l'approbation de son beau-frère Richard de Faÿ (Richardus de Fayaco).
En 1309, Philippe IV le Bel fait don à Étienne de la Hie d'une terre à Faÿ advenue au roi par la forfaiture de Pierre du Châtelet de Nemours.

### AuXVesiècle
Le 21 mai 1399, les religieux de Saint-Benoit donnent quittance à Clément de Reilhac (et non Fillot comme le prétend Neveu) du prix de la vente des moulins de Glandelles et dépendances. Clément de Reilhac meurt peu après en laissant ses biens à son fils Pierre. 
La terre de Faÿ reste probablement propriété de la maison de Reilhac après Pierre mort sans alliance en 1424, puis transmise à Marguerite sa sœur aînée en même temps que de nombreuses autres propriétés dont Méréville, Fromonville et Paley.

#### 1444: la famille Barton
Mariée à Junien Le Fèvre, Premier président du Parlement de Paris, elle eut de nombreux enfants dont Étienne vicomte de Méréville, prévôt de Saint-Junien et Baron de Rougemont et Perrette qui apporta en dot la terre et le château de Faÿ lors de son mariage en 1444 avec Pierre Barton. Celui-ci n'est alors pas encore vicomte de Montbas.
En 1458, le 18 octobre, Pierre Barton, chevalier, porte foi et hommage au roi pour sa terre et vicomté de Montbas, mouvant de Montbrigon, pays de Poitou.
Le 13 décembre 1479, Guillaume Barton, licencié en lois, conseiller au  Parlement, fondé de procuration de ses père et mère : Pierre Barton, chevalier, vicomte de Montbras, seigneur du Deffend, de Brunhai et de Faÿ, conseiller chambellan du roi, et dame Perette Lefevre, assiste à un aveu et dénombrement de la seigneurerie de Fromonville, Bois Ménard, la Borde.
Le 25 septembre 1480, Messire Guillaume Barton pour Pierre Barton, seigneur de Faÿ, faisait à Étienne Ruchier, bail à cens du moulin de Portonville et dépendances.
Le 30 août 1480, Guillaume Barton, par transaction et accord fait pour son frère, Étienne Barton avec les religieux de Sainte-Geneviève de Paris, obtient que ceux-ci cèdent et transportent audit sieur Barton tous les droits de seigneureries qu'ils avaient et pouvaient prétendre dans le Grand Tillet, Corbeval, La Cuillère, Quenonville, Ormoy.
À la mort de Pierre Barton en 1481, le domaine passe aux mains de 2 de ces 2 fils, Guillaume et Étienne. Tandis que le fils aîné, Bernard conserve la vicomté de Montbas et les propriétés du Limousin.
Étienne Barton continue d'étendre ses domaines et d'augmenter ses droits seigneuriaux par de nombreuses acquisitions notamment en 1488. Il meurt le 26 décembre 1506, comme l'atteste la longue inscription que porte la remarquable pierre tombale exposée à l'église de Faÿ.

### AuXVIesiècle

#### Un château conservé dans la famille Barton
Certains actes conservés aux Archives nationales révèlent que le domaine est resté entre les mains des Barton pendant encore de très nombreuses années. Pierre Barton, le fils de Bernard rédige son testament en 1556 en se disant entre autres seigneur de Faÿ. Il désire d'ailleurs un tombeau "comme celui de Faï près Nemoux".
Ce Pierre Barton eut de nombreux enfants dont un autre Pierre. Ce dernier, en se mariant assisté de son frère Guillaume, évêque de Lectoure se voit accorder les droits de légitime que Guillaume avait sur les seigneuries de Lubignac et de Fayolles et aussi dans les terres et seigneureries de Monbas, de Faï et des Deffans sous réserve de l'assentiment de Jean leur frère aîné.
Jean a visiblement conservé la seigneurie de Faÿ probablement pour son mariage avec Jeanne Poussard, duquel il n'eut pas d'enfant, car après sa mort, le domaine est passé de sa veuve à Charles de Poussard chevalier, seigneur de Fors (et non de Forest comme l'écrit Neveu) par transaction effectuée à Angoulême en 1564.

#### 1573: la veuve puis la fille de Michel de L'Hospital

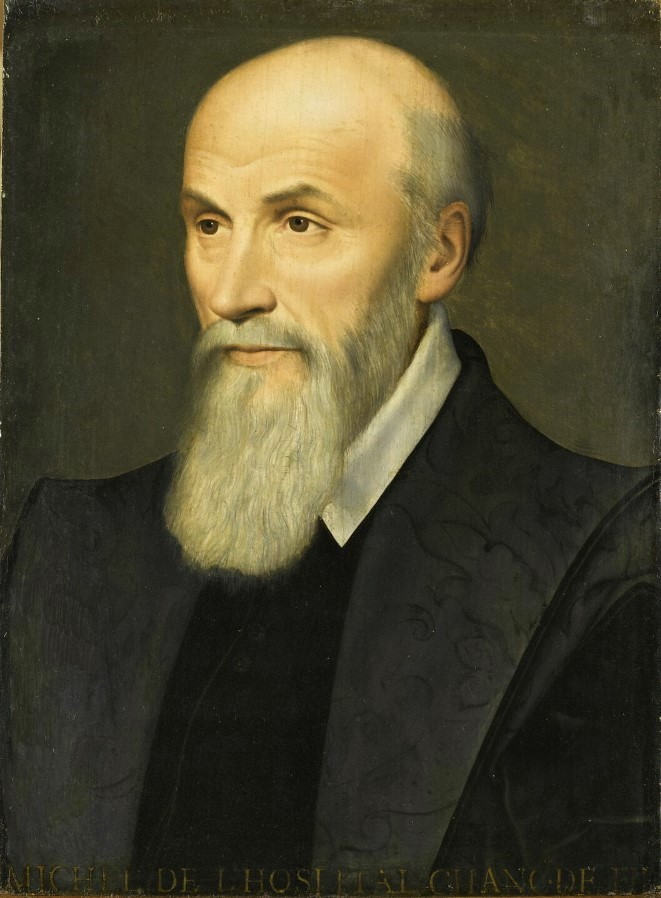
Michel de l'Hospital, chancelier de France

Charles de Poussard, conserve la terre de Faÿ jusqu'en 1573 quand il la vend à dame Morin veuve de Messire Michel de l'Hospital, chancelier de France. Madeleine de l'Hospital, fille unique du chancelier, épousa Robert Hurault seigneur de Belesbat, de Vallegrand, de Bus et de Vignay ; ils formèrent la branche des Hurault de l'Hospital et eurent pour enfant Michel Hurault de l'Hospital. Ses fils Paul et Jean portèrent le titre de seigneur de Faÿ.

### AuXVIIesiècle

#### Le château de dame Jeanne de Santeny (1637-1650)
En 1637, la veuve de Jean Hurault, Louise d'Allonville dame de Gommervillle céda ses droits et le domaine à dame Jeanne de Santeny femme de messire Louis de Meaux.

L'origine du château est ancienne. La description qu'en donne Dom Morin dans son "histoire du Gâtinais" parue en 1630 laisse penser que les fossés et les fortifications extérieures (tours carrées) faisait partie du bâtiment original :
"Le Chasteau est basti à l'Antique et est fermé d'un costé de fossez et hautes murailles à deux des coins desquelles est une tour quarrée en façon de courtine fort eslevée. Il y a cour basse et cour haute, la haute est toute environnée de bastiments."
Elle laisse des dettes, d'où une cession en 1650 ensuite par les syndics des créanciers au couple Plessis-Bellière.

#### Le château de la marquise du Plessis-Bellière (1650-1705)

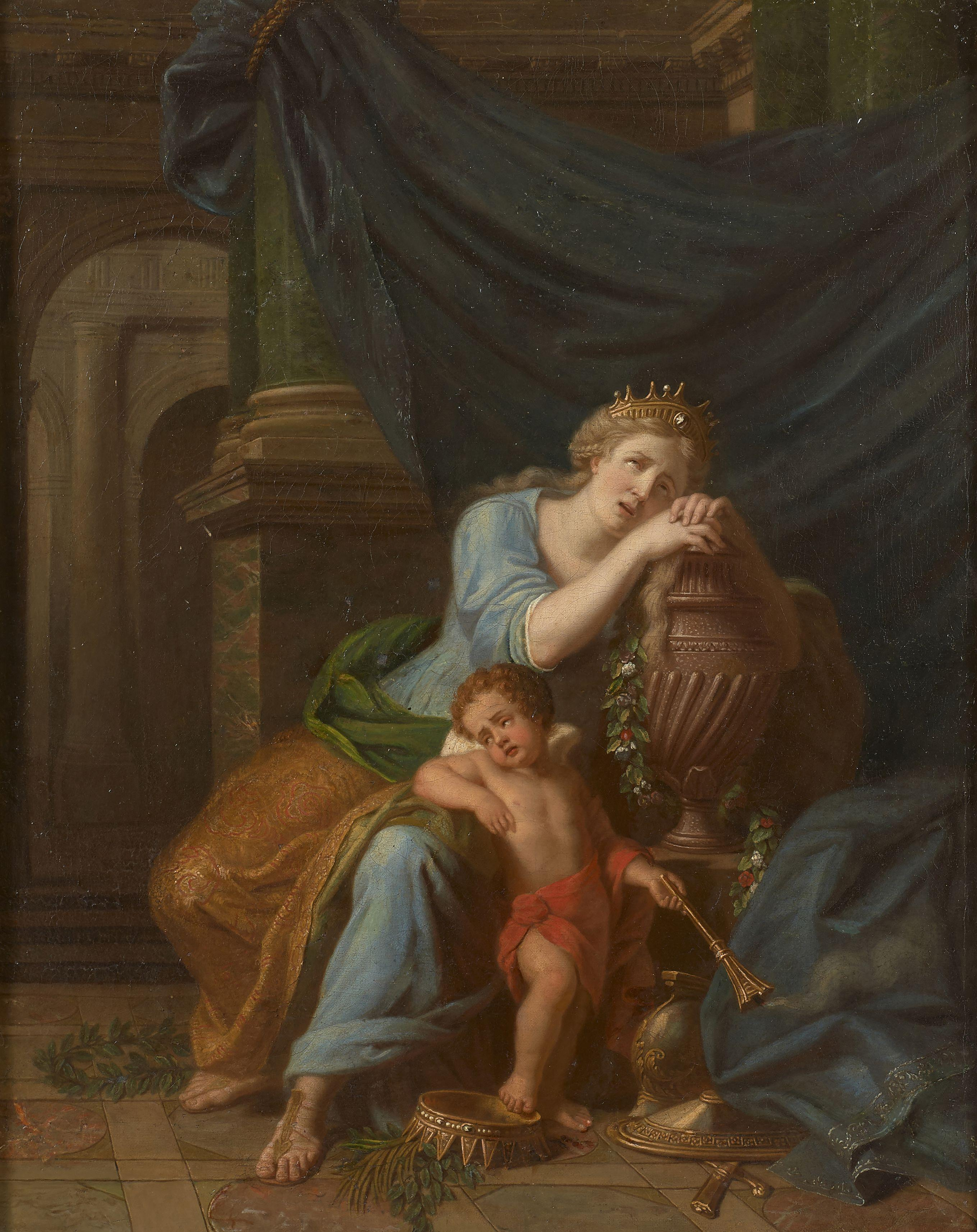
Reine Arthémice pleurant époux cf Plessis-Belliere copie XVIII

Au XVIIe siècle, le château appartient au marquis et à la marquise du Plessis-Bellière.
En effet, le 4 juin 1650, Jacques de Rougé du Plessis-Bellière devient propriétaire du domaine de Faÿ à la suite de la cession qui lui en a été faite par les syndics des créanciers de dame Jeanne de Santeny.
Deux ans plus tard, par lettres patentes de septembre 1652, Louis XIV, certainement pour le remercier de sa fidélité pendant la Fronde, érige la seigneurie de Faÿ en marquisat au profit de Jacques de Rougé du Plessis-Bellière, dès lors appelé « le marquis du Plessis-Bellière. »
Peu de temps après, en 1654, le marquis du Plessis-Bellière meurt soudainement dans la campagne de reconquête du trône de Naples. Le château reste dans la famille et il passe à l'aîné des enfants Plessis-Bellière. Le château est embelli, et il est assez proche du château de Vaux-le-Vicomte, où la marquise du Plessis-Bellière rejoint son meilleur ami Nicolas Fouquet. 
Il n'existe plus que l'aile nord de l'ancien édifice. C'est celle qui correspondant aux appartements de l'intendant du château et une partie des écuries.
Le corps principal : logement du seigneur, salon, salle à manger bureau et chambre a été détruit peu de temps après la Révolution. Quant à l'aile sud, qui abritait une grande "galerie" construite à la demande de Henri-François de Rougé en 1678, elle était en ruine en 1806.

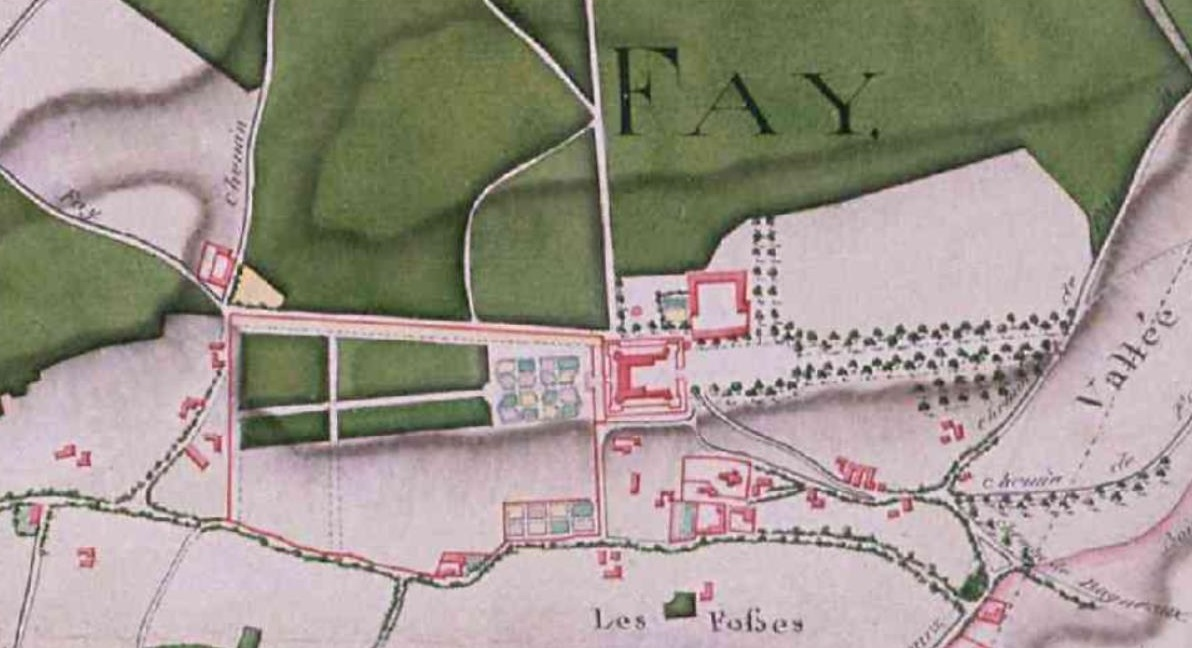
Plan intendance fay les nemours XVIIIe
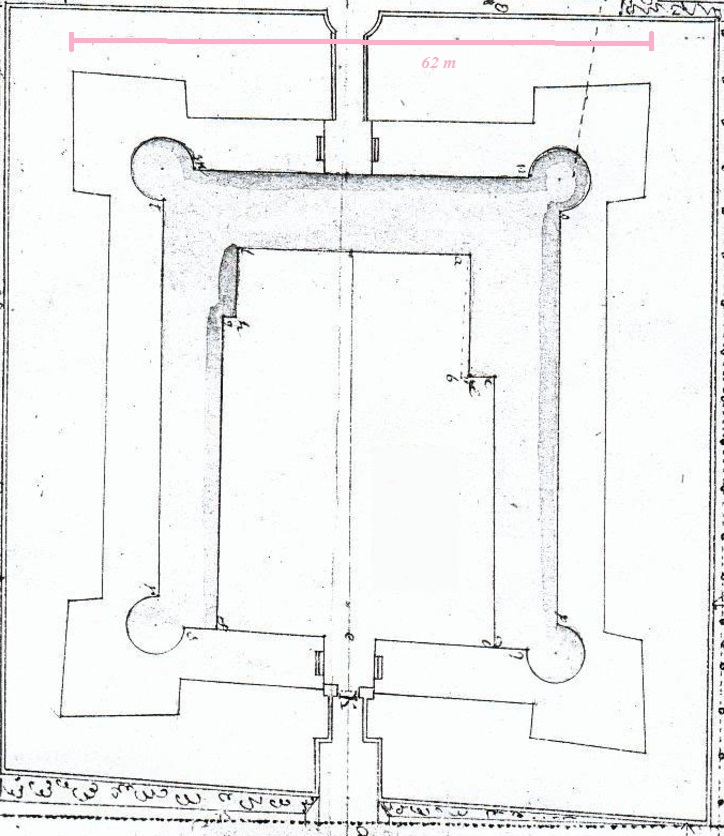
Plan du château de Faÿ-les-Nemours, XVIIIe, AN

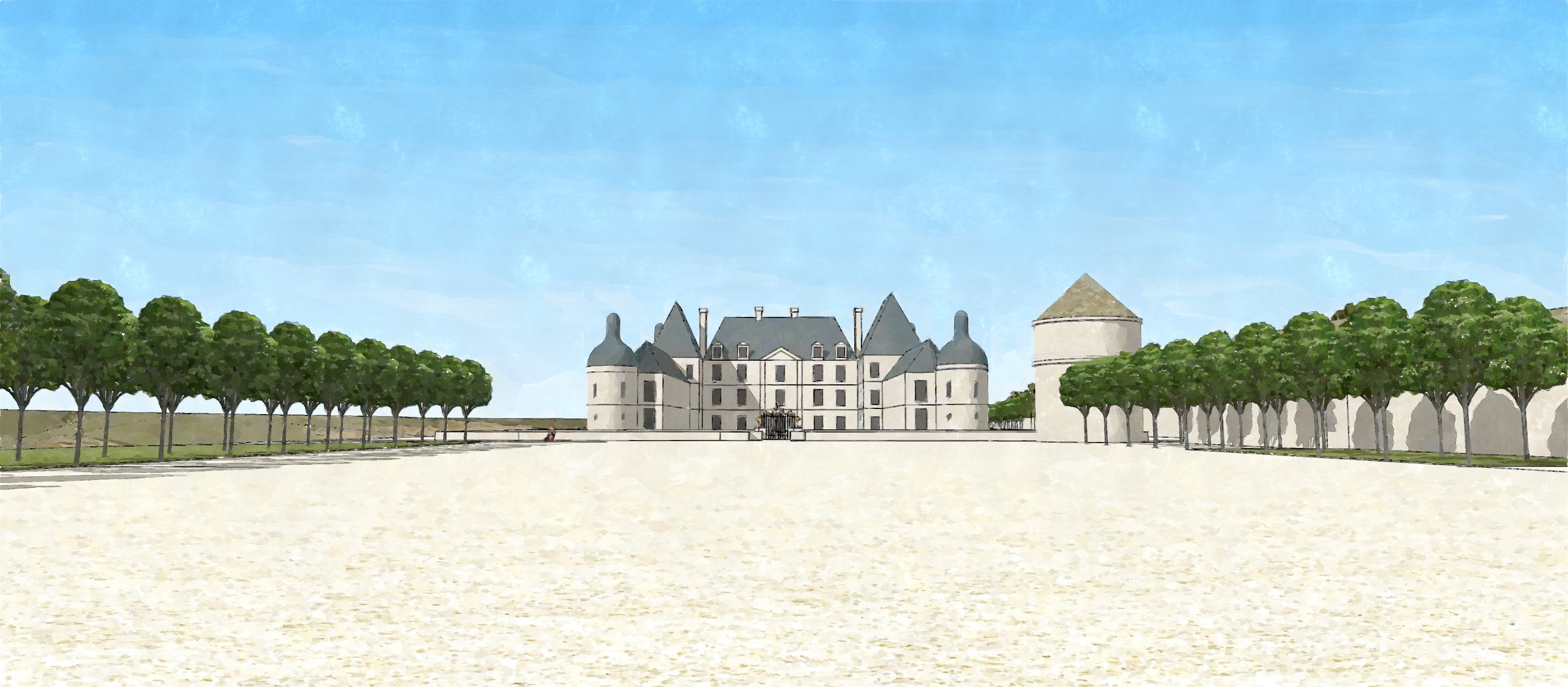
Schéma du château de Faÿ-lès-Nemours du côté de l'entrée, fin du XVIIe siècle.
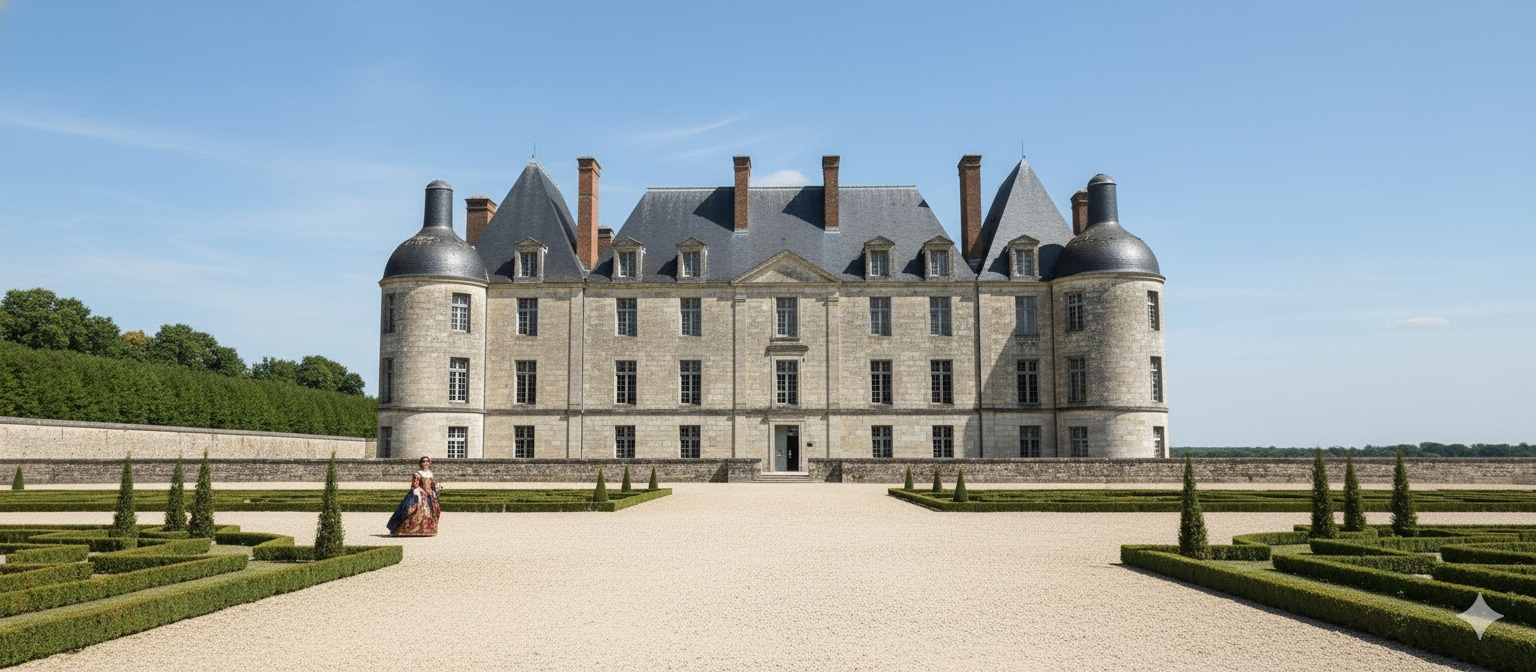
Schéma restituant la vue sur le château de Fay-lès-Nemours, depuis le jardin, au XVIIe siècle
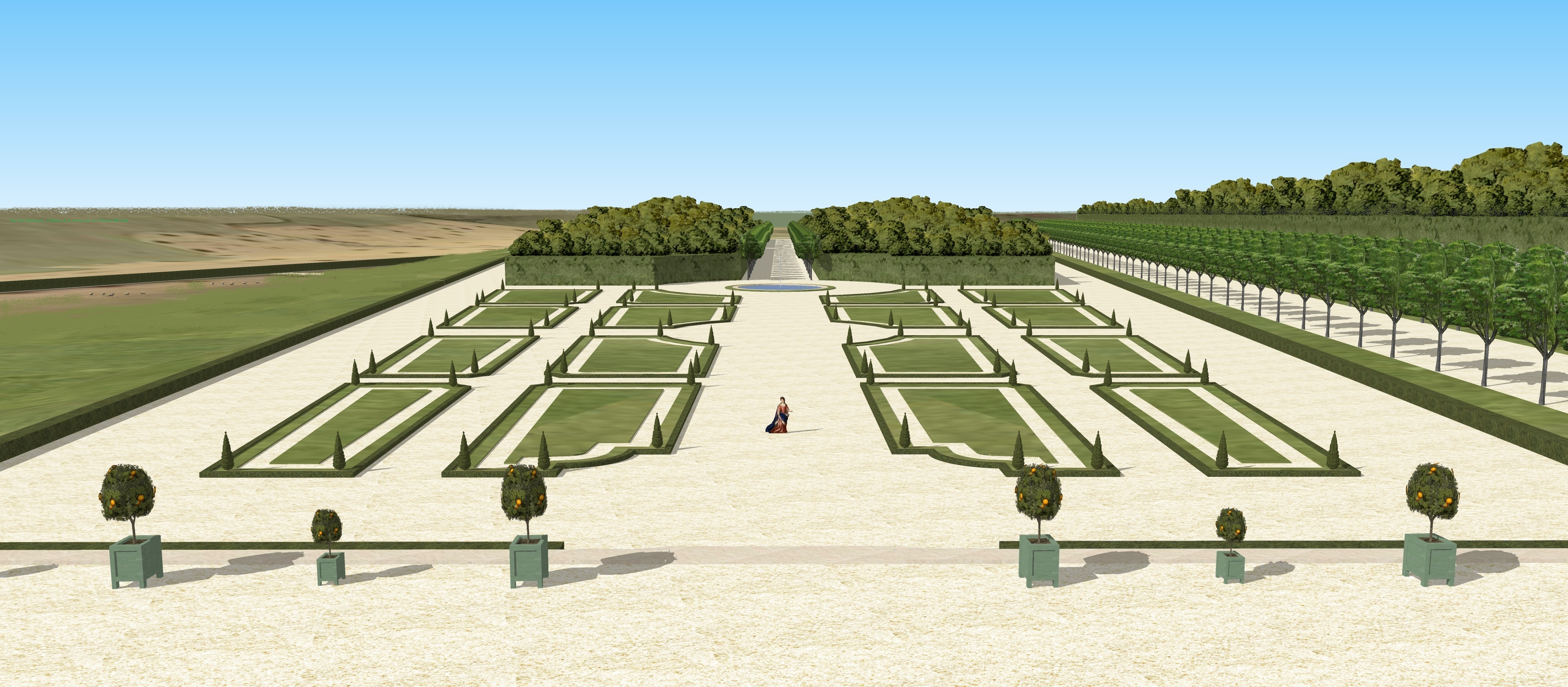
Restitution du parterre du château de Faÿ-les-Nemours d'après le plan d'intendance, XVIIIe siècle

### AuXVIIIesiècle

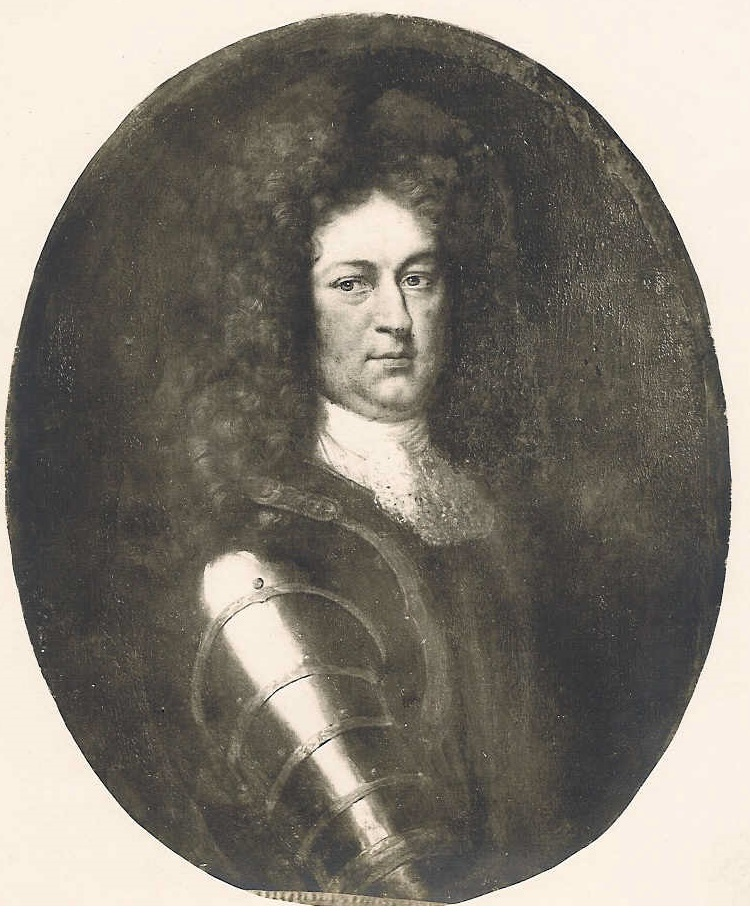
François-Henri de Rougé, marquis du Plessis-Bellière, fils de la marquise du Plessis-Bellière, et le père de Jean-Gilles de Rougé

Le château reste dans la famille de Rougé du Plessis-Bellière. 

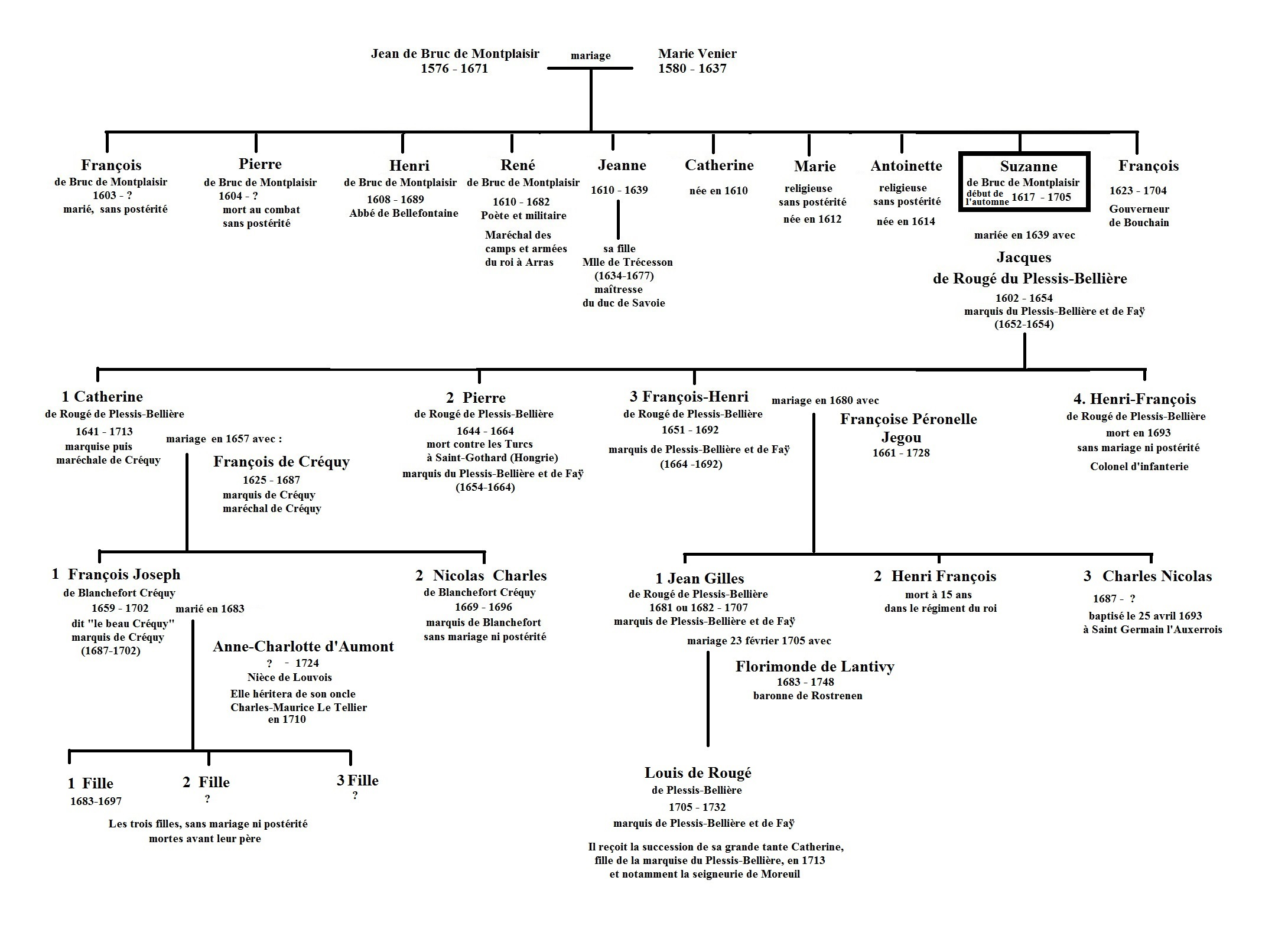
Généalogie et descendance de la marquise du Plessis-Bellière

#### 1705: Jean-Gilles de Rougé, marquis du Plessis-Bellière et de Faÿ
En 1705, le domaine passe à Messire Jean-Gilles de Rougé, marquis du Plessis-Bellière et de Faÿ, petit-fils de Jacques de Rougé (son père Henry-François de Rougé, maréchal des camps et armées du roi étant mort avant sa mère). 
Jean-Gilles de Rougé, colonel du régiment d'Angoumois décédé, sa veuve, la haute et puissante dame Florimonde-Renée de Lantivy acquit le 6 novembre 1713 la vallée de Morville, sise sur la seigneurie de Bougligny.

#### Louis de Rougé, marquis du Plessis-Bellière et de Faÿ
Louis de Rougé, fils de Jean-Gilles, mourut en 1732, avec lui s'éteignit la branche des marquis de Plessis-Bellière.

#### 1732: La duchesse d'Elbeuf, sœur du précédent
La sœur de Louis de Rougé, Innocente Catherine de Rougé, dame du marquisat de Faÿ, épouse de Jean-Sébastien de Kerhoent, marquis de Coetenfao, puis en 1747 d'Emmanuel de Lorraine, duc d'Elbeuf, réunit en sa personne tous les titres de la branche. 
Le 28 janvier 1775, elle acquiert la seigneurie de Lavau de Messire Alexandre-Honoré de Baisnat et de sa femme Louise-Jeanne de Trécesson. Pour faire valoir ces droits , Innocente Catherine de Rougé a fait de nombreux procès de bornage à tous ses voisins. À l'issue de ces procès elle faisait placer une borne gravée d'une ou plusieurs croix de Lorraine. Trois de ces bornes sont encore visibles sur la commune de Faÿ.  

#### François Pierre Olivier de Rougé, comte du Plessis-Bellière et marquis de Faÿ
Elle fait don du marquisat de Faÿ à son cousin François-Pierre-Olivier de Rougé, Comte du Plessis-Bellière, qui le garda jusqu'à la Révolution.

#### À la Révolution
En 1795 (an III de la Révolution), les biens formant le domaine du marquisat de Faÿ furent vendus comme « biens nationaux ».
Du magnifique parc dessiné sur les plans conservés aux Archives nationales (XVIIIe siècle), il ne reste plus aujourd'hui que les contours et le fantôme de quelques allées. Des quatre tours d'angle, il n'en reste plus qu'une, au nord-ouest. Le colombier n'apparaît pas sur les plans de 1785 mais est mentionné dans l'acte de vente des biens nationaux à François Richard.

### AuXIXesiècle

#### Début duXIXesiècle: François Richard-Lenoir puis Givry

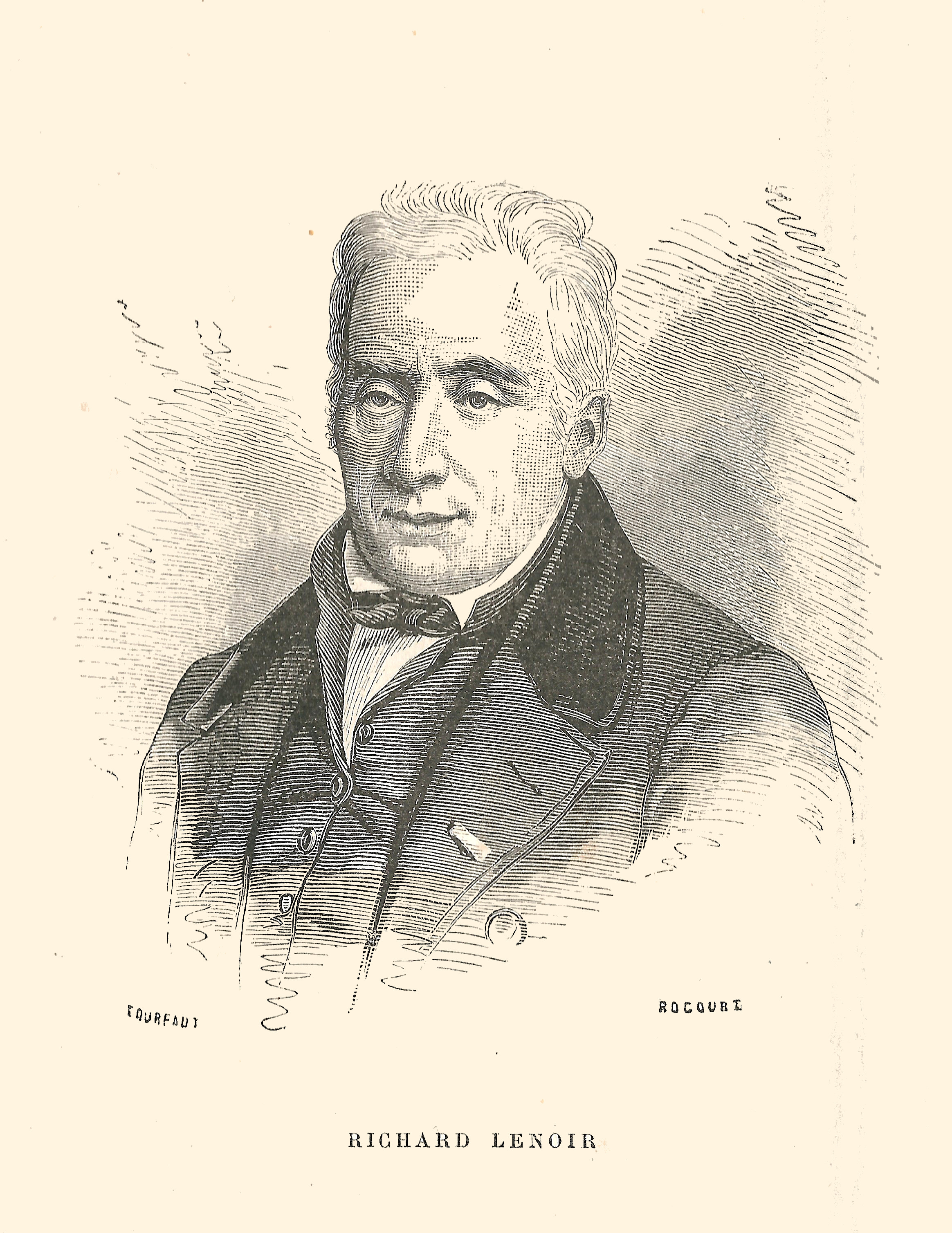
François Richard-Lenoir-portrait

L'acquéreur final fut François Richard-Lenoir, le célèbre industriel parisien mais celui-ci ne le garda qu'une dizaine d'années et le 2 décembre 1805 (11 frimaire an XIV) le vend à... François-Pierre-Olivier De Rougé, l'ancien propriétaire émigré. 
Celui-ci ne l'a visiblement pas acheté pour lui-même car le même jour, il déclare devant notaire avoir réalisé l'acquisition pour le compte de son ami le sieur Anathase-Louis-Clément de Givry.
Anathase-Louis-Clément de Givry meurt en 1807 peu après avoir fait évacuer les pierres de la galerie (aile sud) en ruines.

#### La famille Ratier (1810-1882)
Le 5 mai 1810, château est vendu par les enfants de Givry à Antoine Ratier, qui le légua à son fils Auguste-Antoine-Séverin Ratier décédé à Faÿ le 20 décembre 1873. Ses descendants vendent la propriété le 20 février 1882 à André Ouvré, plus tard député de Seine-et-Marne.

#### 1882: M. Ouvré, député
Il est évident à l'examen de la façade actuelle que celle-ci et la charpente ont subi des modifications importantes postérieures à la suppression du corps principal. Les fenêtres les plus à l'ouest (côté cour) ont été pratiquées a posteriori en récupérant probablement des encadrements et décorations de la partie détruite. Tout cela probablement au cours du XIXe siècle, après la Révolution.

### AuXXesiècle
Occupé par les Allemands qui y avaient installés une "Kommandantur", l'état des bâtiments restant s'est peu à peu détérioré.
Plus récemment, le château avait été racheté par le ministère de la Justice pour loger l'encadrement d'un internat voisin. 
Les pièces restantes étaient complètement vides lors du rachat par l'actuel propriétaire et la charpente avait subi d'importantes dégradations.
Le château est conservé pour environ un tiers des constructions d'origine. Il ne se visite pas, c'est une propriété privée, monument historique inscrit en 1991. Son parc a été morcelé pour permettre des constructions à usage d'habitation. Seule l'emprise de l'emplacement de l'ancien parterre du château est conservée.

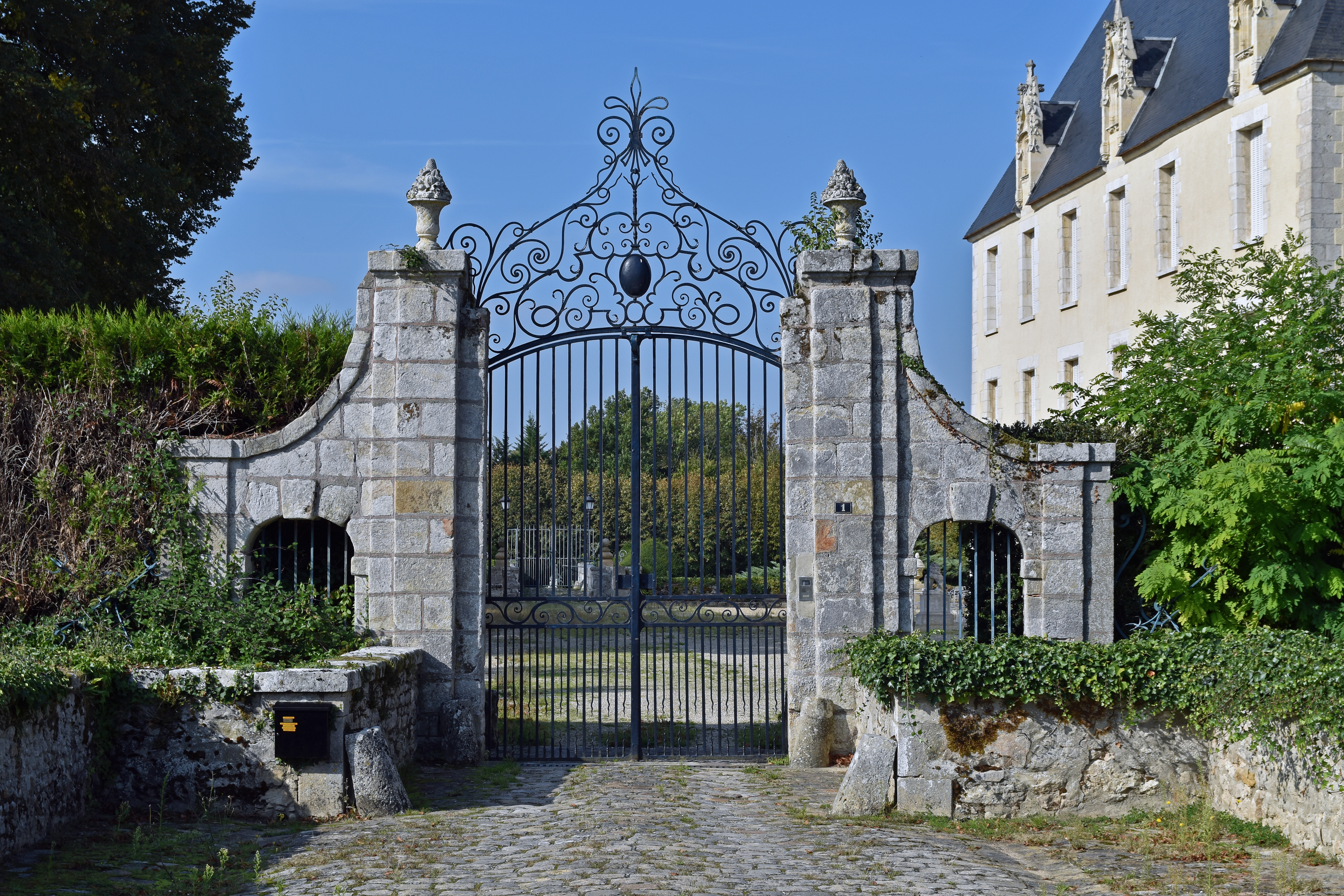
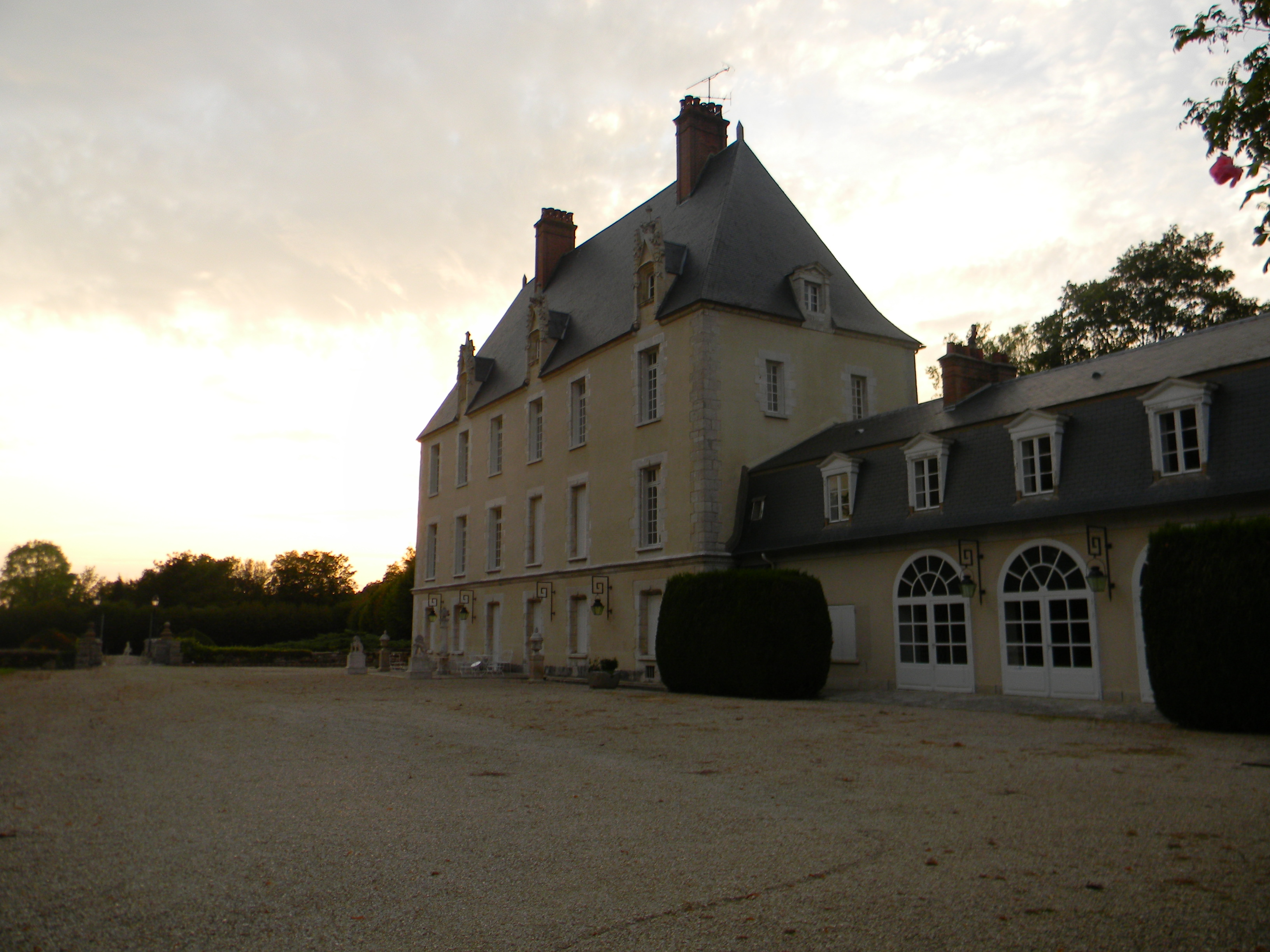

### De nos jours
En 2014, le château est proposé à la vente sur un site immobilier.